# Phaonia paradisia
Phaonia paradisia este o specie de muște din genul Phaonia, familia Muscidae, descrisă de Li și Xue în anul 2001.
Este endemică în Yunnan. Conform Catalogue of Life specia Phaonia paradisia nu are subspecii cunoscute.